# ميلو باركر
ميلو باركر (بالإنجليزية: Milo Parker) ممثل بريطاني، عرف بدوره في فيلم Robot Overlords وبدور روجر في مستر هولمز.

## السيرة الذاتية
ميلو باركر تدرب على التمثيل في مسرح يونغبلود وكانت أول مشاركة له في فيلم الخيال العلمي Robot Overlords قبل أن يتألق مع إيان ماكيلين في فيلم «مستر هولمز».
في مقابلة مع مجلة The Lady اشاد به إيان ماكيلين وقال «كان ميلو يتميز بروح العمل الجماعي ولا يخاف من الكاميرا وكان يفعل تماماً ما أرادة المخرج إذا تطلب الأمر ذلك».

## روابط خارجية
- ميلو باركر على موقع IMDb (الإنجليزية)
- ميلو باركر على موقع ألو سيني (الفرنسية)
- ميلو باركر على موقع ميوزك برينز (الإنجليزية)
- ميلو باركر على موقع أول موفي (الإنجليزية)
- ميلو باركر على موقع قاعدة بيانات الفيلم (الإنجليزية)
- ميلو باركر على موقع كينوبويسك (الروسية)